# Пежхница (гмина)
Пежхница (пол. Pierzchnica) — городско-сельская гмина (волость) в Польше, входит как административная единица в Келецкий повет, Свентокшиское воеводство. Население — 4778 человек (на 2006 год).

## Демография
| Перепись                       | Всего   | Всего | Женщины | Женщины | Мужчины | Мужчины |
| ------------------------------ | ------- | ----- | ------- | ------- | ------- | ------- |
| Единицы                        | человек | %     | человек | %       | человек | %       |
| Население                      | 4781    | 100   | 2380    | 49,8    | 2401    | 50,2    |
| Плотность населения (чел./км²) | 45,7    | 45,7  | 22,8    | 22,8    | 23      | 23      |

## Соседние гмины
1. Гмина Хмельник
2. Гмина Далешице
3. Гмина Гнойно
4. Гмина Моравица
5. Гмина Ракув
6. Гмина Шидлув